# Tachydromia umbripennis
Tachydromia umbripennis är en tvåvingeart som först beskrevs av Johann Wilhelm Meigen 1822.  Tachydromia umbripennis ingår i släktet Tachydromia och familjen puckeldansflugor.
Artens utbredningsområde är Österrike. Inga underarter finns listade i Catalogue of Life.